# 雅科夫利夫卡 (巴赫穆特區)
48°42′53″N 38°08′43″E / 48.71472°N 38.14528°E
雅科夫利夫卡（羅馬化：Yakovlivka）是位於乌克兰東部的村莊，由顿涅茨克州巴赫穆特区的索莱达尔市镇負責管轄。
這村的海拔高度138米，2001年人口330。

## 俄烏戰爭
該村位於巴赫穆特的周邊範圍，而這區域從2022年8月底已成為俄乌战争最激烈的戰鬥前線。經過數月的膠著，俄軍終於12月成功控制該村，在巴赫穆特戰役中勝了一步。

## 人口統計
根據 2001年烏克蘭人口普查，村民的母語分配如下：
- 烏克蘭語：78.5%
- 俄語：21.1%
- 其他：0.4%